# 843
843 (DCCCXLIII) je bilo navadno leto, ki se je po julijanskem koledarju začelo na ponedeljek.

## Dogodki
- ustanovitev Škotske.
- podpis Verdunske pogodbe za delitev Frankovskega cesarstva